# Зливок

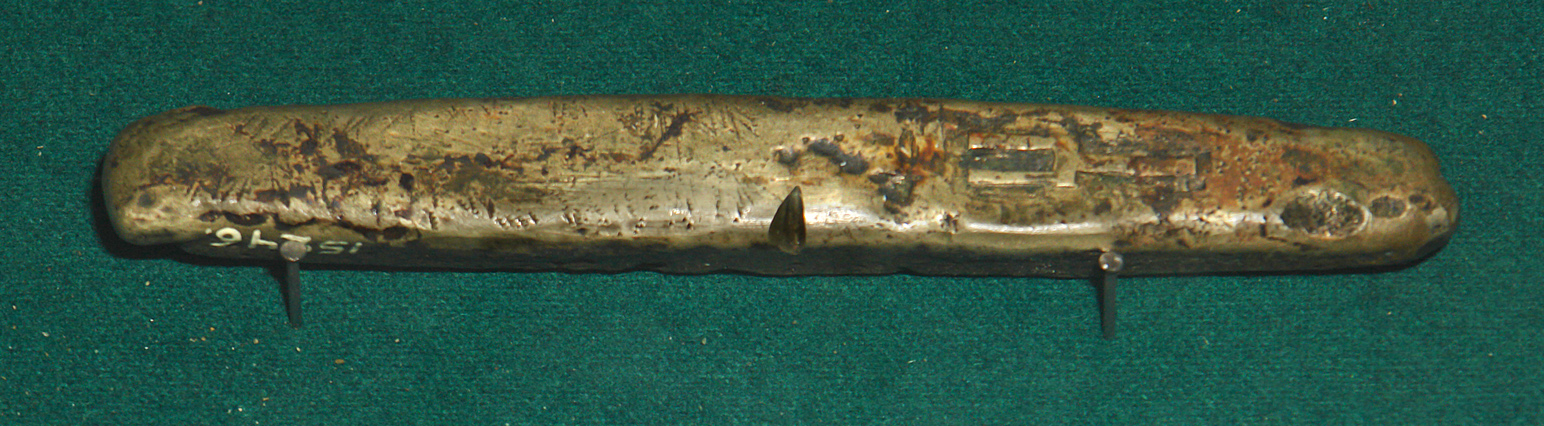
Давньоруська гривня — зливок масою 200,2 г (Центральний військово-морський музей, Санкт-Петербург, 2007 р.)

Зли́вок (або зли́ток, англ. ingot) — лита металева заготівка.

## Загальний опис
Зливок призначений для подальшої переробки шляхом пластичної деформації (вальцювання, кування, пресування), переплаву (одержання фасонних виливків, готування сплавів) або електролізу. Також зливком називають шматок самородного золота чи срібла.
Зливок одержують шляхом розливання рідкого металу у форми порівняно простих обрисів — виливниці, а також методом безперервного лиття і наплавлення у водоохолоджуваному кристалізаторі (електрошлаковий переплав, переплав у дугових вакуумних печах).

## Особливості зливків
Зливки, відлиті в виливниці та призначені для подальшої обробки тиском, мають найчастіше форму зрізаної піраміди або зрізаного конуса. Якщо метал кристалізується з усадкою, то в зливкові є прибуткова частина, де концентрується усадочна раковина, яку при подальшому переділі відрізають і направляють на переплавлення.
Зливки, відлиті методом безперервного лиття, мають форму призм (квадратного, прямокутного, багатокутного перетину) або циліндрів. Іноді відливають зливки більше складної форми, наприклад — порожні. У верхній частині безперервнолитих зливків також утворюється усадочна раковина (порівняно невеликого розміру), яку відокремлюють при різанні заготівки на мірні довжини.
У зливках електрошлакового та вакуумно-дугового переплаву усадочна раковина значно менша, що зумовлено зниженням швидкості наплавления на заключному етапі формування зливку.
Маса зливків, призначених для обробки тиском, складає від декількох кілограмів до 250 т і більше. Найуживаніші сталеві зливки мають масу від 0,5 до 20 т. Зливки чавуну та деяких кольорових металів, призначені для переплаву, зазвичай мають форму невеликих зрізаних пірамід із великою конусністю. Такі зливки називаються чу́шками (виливанцями), їхня маса не перевищує, як правило, 30-40 кг.
Найбільший великогабаритний зливок в історії незалежної України вилито на «Енергомашспецсталь». Його вага — 415 т.

## Властивості
В зв'язку з тим, що умови кристалізації металу істотно змінюються в ході твердіння, будова та хімічний склад металу в зливках досить неоднорідні. Чим більший зливок, тим сильніше виражені в ньому хімічна та структурна неоднорідність. Зливки, одержувані методом безперервного лиття або шляхом наплавления в кристалізаторі, — значно більше однорідні, ніж зливки, відлиті в виливниці.
За складністю геометричної форми виливки ділять умовно на п'ять груп, що характеризуються такими показниками:
- геометрично простими контурами, що не мають внутрішніх порожнин (кришки, пробки кранів, вилки іт.ін.);
- відкритими виїмками прямокутної і циліндричної форми (кронштейни простої форми, втулки, підп'ятники іт.ін.);
- відкритою коробчастою формою зі складним контуром периметра (корпуси й кришки редукторів і т.ін.);
- повністю або частково закритими коробчастими перетинами прямокутної або циліндричної форми (корпуси двигунів, компресорів і т.ін.);
- особливо складною коробчастою, циліндричною або фігурною формою.